# Protoxerus stangeri
Protoxerus stangeri är en däggdjursart som först beskrevs av Waterhouse 1842. Den ingår i släktet Protoxerus och familjen ekorrar. IUCN kategoriserar arten globalt som livskraftig. Det svenska trivialnamnet Jätteträdekorre förekommer för arten.
Artepitetet i det vetenskapliga namnet hedrar den brittiska forskaren William Stanger M.D.

## Underarter
Catalogue of Life samt Wilson & Reeder (2005) skiljer mellan 12 underarter:
- Protoxerus stangeri stangeri (Waterhouse, 1842)
- Protoxerus stangeri bea Heller, 1912
- Protoxerus stangeri centricola (Thomas, 1906)
- Protoxerus stangeri cooperi Kingdon, 1971
- Protoxerus stangeri eborivorus (Du Chaillu, 1860)
- Protoxerus stangeri kabobo Verheyen, 1960
- Protoxerus stangeri kwango Verheyen, 1960
- Protoxerus stangeri loandae (Thomas, 1906)
- Protoxerus stangeri nigeriae (Thomas, 1906)
- Protoxerus stangeri personatus Kershaw, 1923
- Protoxerus stangeri signatus Thomas, 1910
- Protoxerus stangeri temminckii (Anderson, 1879)

## Beskrivning
Pälsen på ryggen och benen är mycket variabel, gråsprängd i olika, varma kulörer. Det påtagligt stora, runda huvudet är grått med naken hud på nos, öron och ögonlock. Svansen är lång och tvärrandig i omkring 18 svarta och vita ränder. Undersidan är gulaktig och ofta halvnaken. Arten är stor, med en kroppslängd mellan 22 och 40 cm, ej inräknat den 24 till 36 cm långa svansen, och en vikt mellan 530 och 800 g.

## Utbredning
Ekorren förekommer i västra och centrala Afrika från Sierra Leone och Liberia till västra Kenya och söderut via Ekvatorialguinea, Gabon och Kongo-Kinshasa till Rwanda och Burundi. Det finns dessutom ett fåtal fynd från Tanzania och Angola.

## Ekologi
Arten lever i låglandet och i bergstrakter upp till 2 000 meter över havet. Habitatet utgörs av regnskog, högväxt skog i träskmarker, kulturskog och jordbruksmark. Individerna lever vanligen högt i trädkronorna och rör sig sällan på marken. Födan består framför allt av frukt, frön och nötter, till mindre del av löv och svamp och endast sällan av animaliskt ursprung.
Fynd antyder att arten får mellan en och två ungar per kull.

## Kranier (bildgalleri)

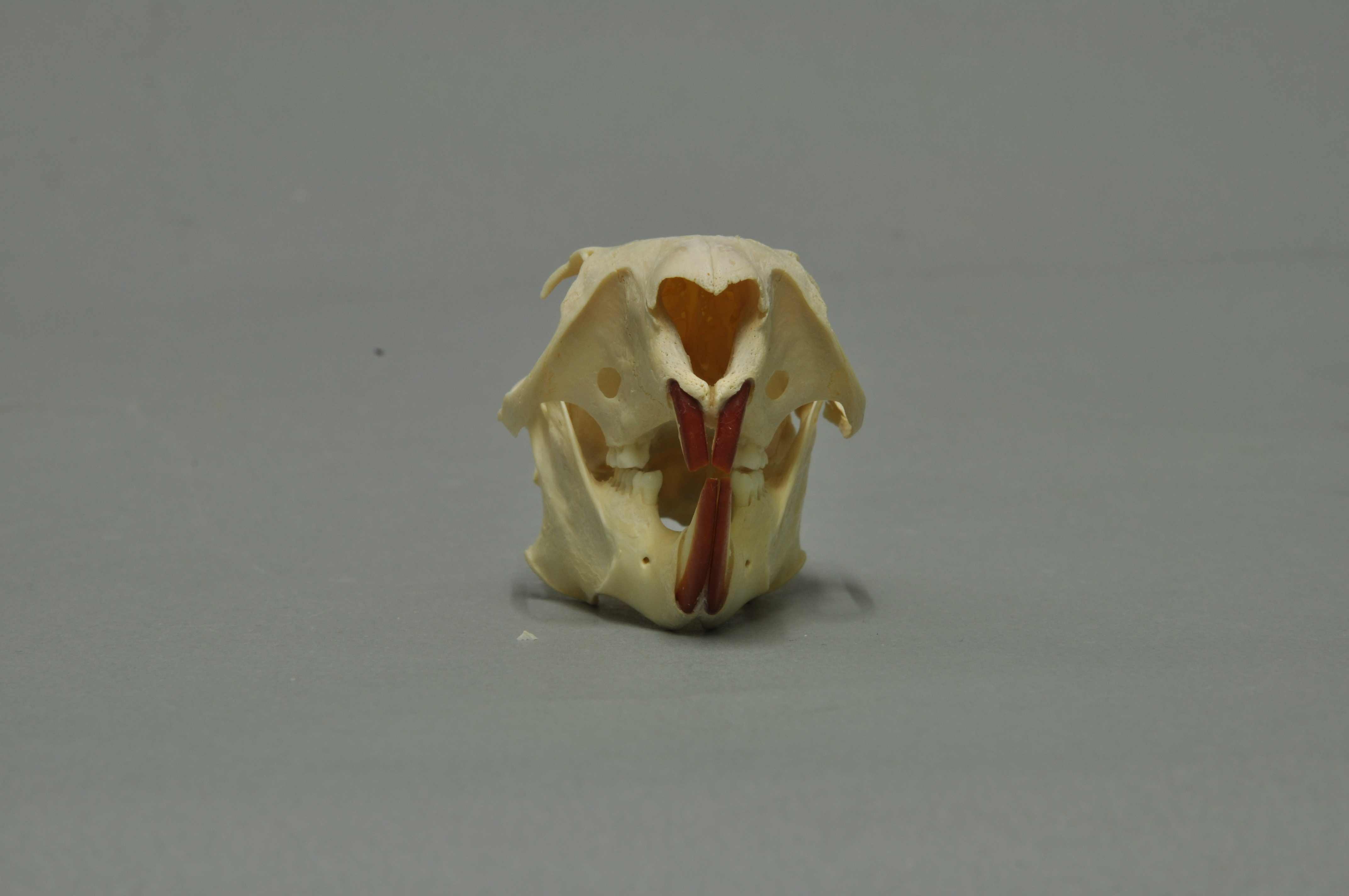
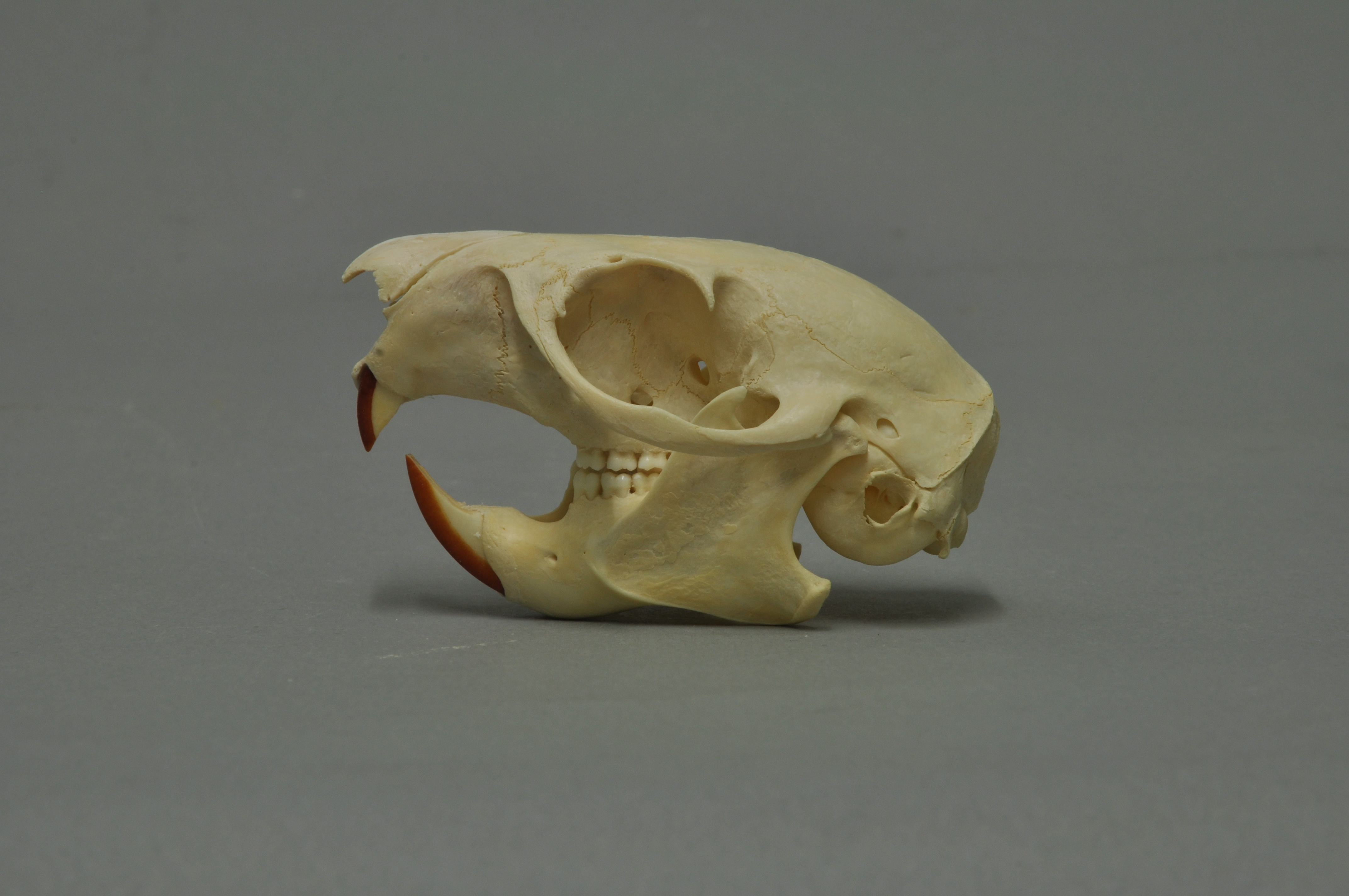
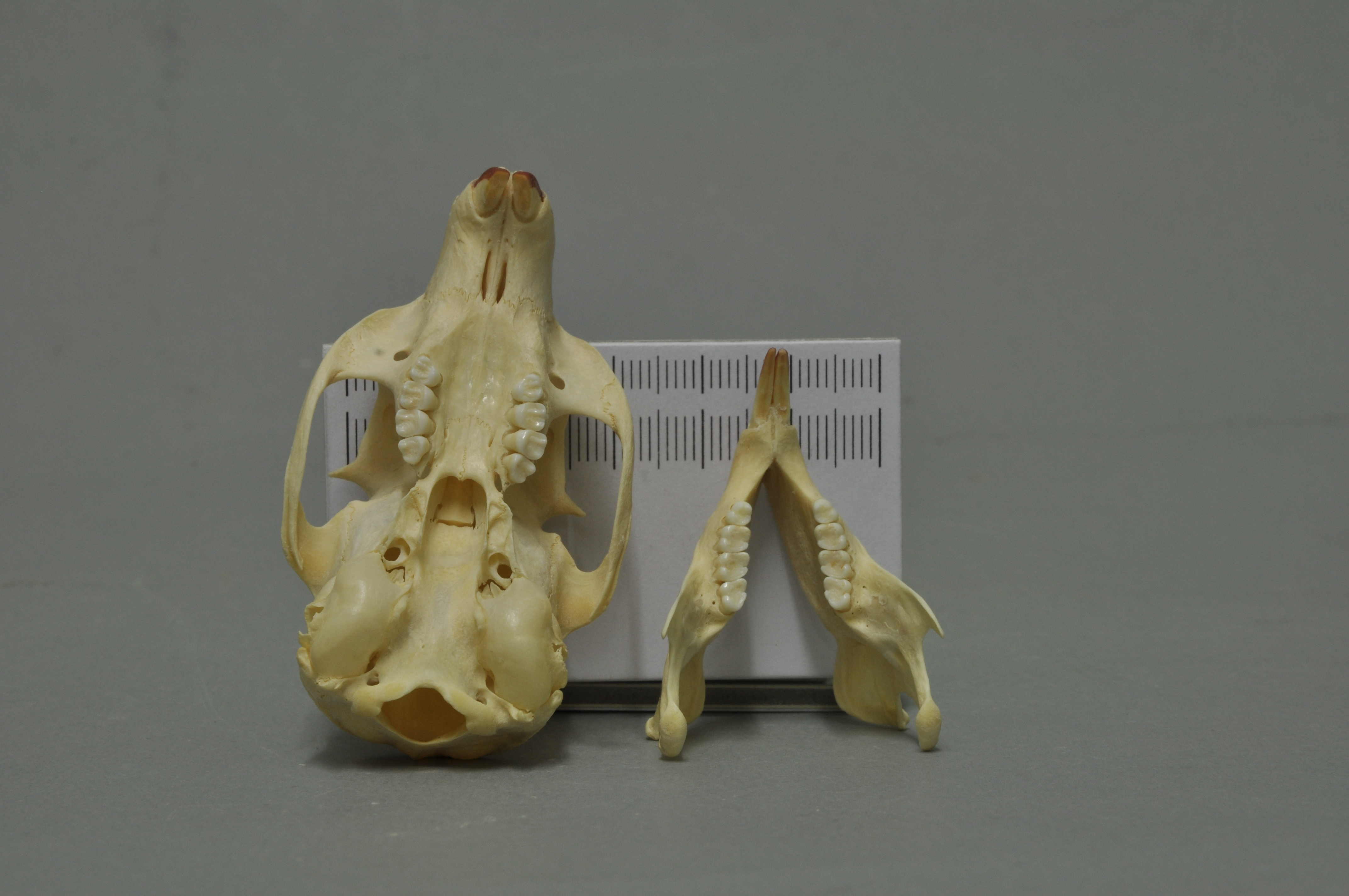
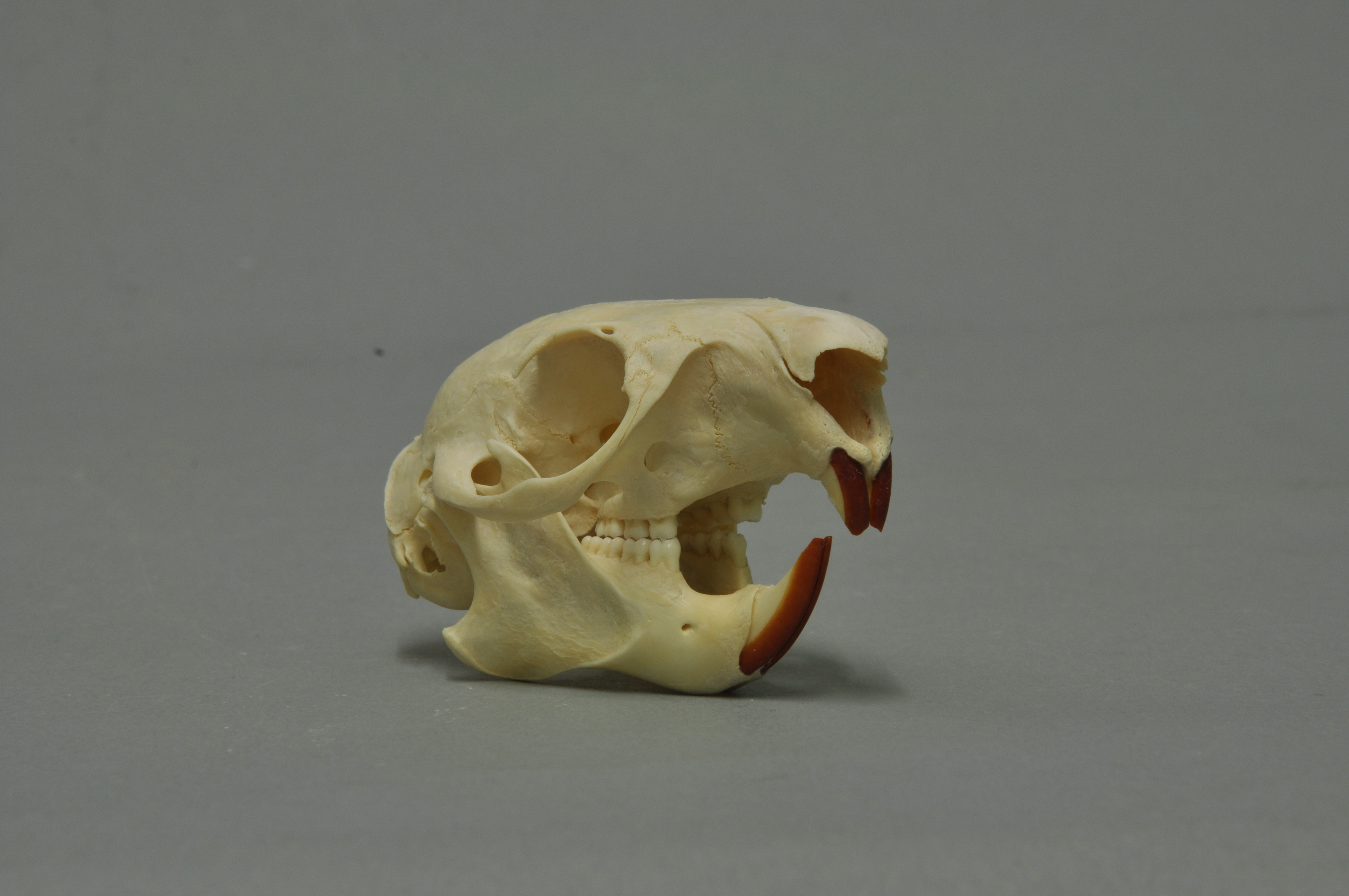